# Uralvagonzavod
Uralvagonzavod (rusky УралВагонЗавод) je ruský výrobce strojů se sídlem v Nižném Tagilu.
Ruská společnost Uralvagonzavod se zabývá vývojem a výrobou vojenské techniky (tanků), silničních stavebních strojů a železničních vagónů. Součástí společnosti jsou také výzkumné ústavy a konstrukční kanceláře. Svým zaměřením a rozlohou přes 827 000 m² se společnost řadí mezi největší a nejvýznamnější producenty v oblasti těžkého strojírenství na světě.
V letech 2008–2013 byla ve společnosti provedena rekonstrukce části závodu, v níž se zabývají výrobou železničních náprav. Generálním dodavatelem a partnerem společnosti se stala česká firma Alta. Na dalších dodávkách se podílely další společností z Česka a Slovenska.

## Založení
Výstavba závodu začala v roce 1931 jako jednoho ze závodu Uralsko-Kuzbasského metalurgického centra. V roce 1941 byly do objektu evakuovány součásti 13 strojírenských podniků ze západu Sovětského svazu, včetně Charkovského lokomotivního závodu 183. Vzniklý podnik byl nazván jako Uralský tankový závod 183. K dalšímu přejmenování došlo v roce 1942 a v roce 1945 se závod přejmenoval opět. Hlavní oblastí výroby v tomto a následujících obdobích byla výroba tanků. V roce 1984 se závod opět přejmenoval na Uralský vagónový závod, po roce 1991 byl změněn na státní podnik Uralvagonzavod a v roce 2007 byl transformován na akciovou společnost.